# Alexia von Griechenland

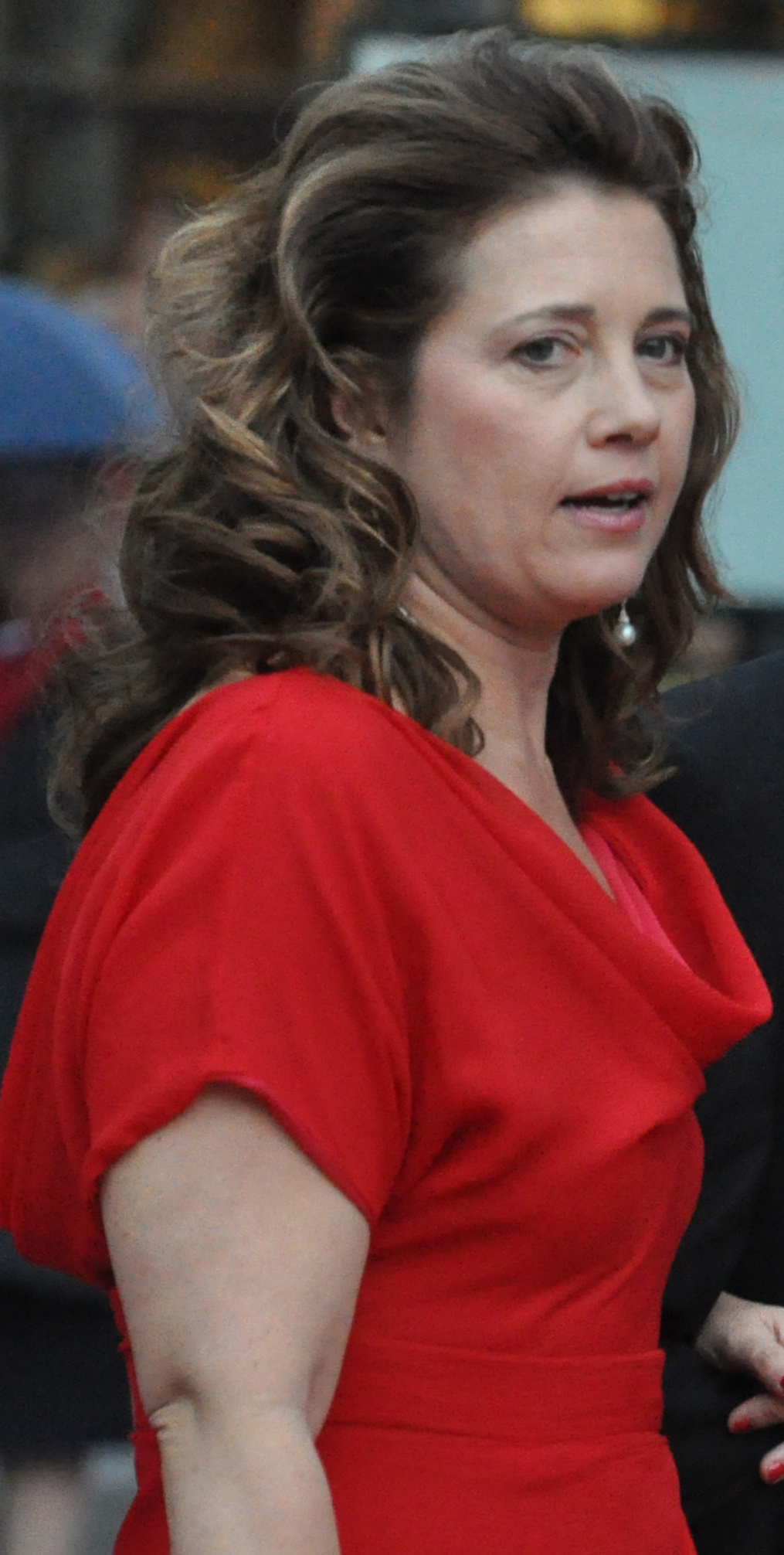
Alexia de Grecia (2010)

Alexia von Griechenland, griechisch Αλεξία της Έλλαδας και της Δανίας (Alexía von Griechenland und Dänemark), spanisch Alexia de Grecia, dänischer Titel: „Prinzessin von Griechenland und Dänemark“ (* 10. Juli 1965 in Schloss Mon Repos auf Korfu, Königreich Griechenland) ist das erste Kind König Konstantins II. von Griechenland und dessen Frau Anne-Marie von Dänemark, der jüngsten Tochter von König Friedrich IX. von Dänemark und dessen Frau Ingrid von Schweden. Alexia ist allerdings in Dänemark nicht thronfolgeberechtigt, da Friedrich IX. die griechischen Kinder von der Thronfolge ausschloss, um einen Zusammenfall der griechischen mit der dänischen Krone auszuschließen.

## Leben
Alexia verbrachte ihre frühe Kindheit in Griechenland und ab 1967 im Exil in Rom. In Rom wurde sie von Privatlehrern in griechischer Sprache unterrichtet. 1973 wurde die griechische Monarchie durch das Militärregime von Papadopoulos gestürzt. Mit Ausrufung der Republik gingen König Konstantin und seinen Erben die Herrschaftsrechte über Griechenland verloren. Die Familie zog 1974 nach England.
Ab 1980 wurde Alexia am Hellenic College in London unterrichtet. Dort machte sie 1984 ihr Abitur. 1984/85 arbeitete sie ehrenamtlich auf einer Kinderstation eines Krankenhauses in London. 1985 begann sie ein Studium in Geschichte und Erziehungswissenschaften am Froebel College (Abteilung der Surrey University), das sie 1988 mit einem Bachelor of Arts abschloss. 1989 erwarb sie einen zusätzlichen pädagogischen Abschluss, der es ihr ermöglichte, von 1989 bis 1992 an einer Grundschule in London zu unterrichten. 
1992 zog sie nach Spanien und erwarb dort an der Universität Barcelona einen Masterabschluss. Bis 2002 arbeitete sie dann als Gruppentherapeutin mit Kindern mit dem Down-Syndrom.
Privat segelt sie sehr gerne. Auf einer Regatta lernte sie 1994 ihren späteren Ehemann kennen.

## Ehe und Kinder
Prinzessin Alexia heiratete am 9. Juli 1999 Carlos Morales Quintana (* 31. Dezember 1970), einen Architekten und passionierten Segler. Das Paar hat vier Kinder:
- Arrietta Morales y de Grecia (* 24. Februar 2002 in Barcelona)
- Anna-Maria Morales y de Grecia (* 15. Mai 2003 in Barcelona)
- Carlos Morales y de Grecia (* 30. Juli 2005 in Barcelona)
- Amelia Morales y de Grecia (* 26. Oktober 2007 in Barcelona)

Das Paar lebt auf Lanzarote und in Barcelona.